# Petenaea cordata
Petenaea cordata är en tvåhjärtbladig växtart som beskrevs av Cyrus Longworth Lundell. Petenaea cordata är ensam i släktet Petenaea och i familjen Petenaeaceae. Inga underarter finns listade.
Arten är utformad som träd eller buskar och den har blad som liknar blad från lindsläktet. Blommorna är vita med långa rosafärgade hårliknande strukturer och de saknar kronblad. Petenaea cordata har klotrunda bär som frukter. Mogna frukter är ätbar.
Utbredningsområdet ligger i delstaten Chiapas i södra Mexiko samt i Guatemala och Belize. Det vetenskapliga släktnamnet är bildat av namnet för den geografiska regionen Petén i Guatemala. Där upptäcktes typexemplaret.